# مكثوب (المهرة)

تعديل مصدري - تعديل

مكثوب هي إحدى قرى مديرية المسيلة التابعة لمحافظة المهرة، بلغ تعداد سكانها 17 نسمة حسب تعداد اليمن لعام 2004.